# Jan van Andel
Jan van Andel (Poederoijen, 26 juni 1877 – Leidschendam, 1 januari 1973) was in de rang van luitenant-generaal de bevelhebber van de Vesting Holland ten tijde van de mobilisatie en gedurende de Duitse aanval op Nederland in 1940.

## Militaire levenswandel
Van Andel werd in 1895 toegelaten tot de toenmalige Koninklijke Militaire Academie, waar hij met goed gevolg tot officier der artillerie werd opgeleid en als zodanig op 29 juli 1899 werd beëdigd tot tweede luitenant der artillerie. 
Artillerist Jan van Andel doorliep de traag verlopende dienstjaren der subalterne beroepsofficieren, zoals al zijn tijdgenoten. Na in 1903 tot eerste luitenant te zijn bevorderd werd hij pas in zijn zestiende jaar van officierschap (1915) eindelijk tot kapitein bevorderd. Na de Eerste Wereldoorlog volgde de opleiding aan de Hogere Krijgsschool in Den Haag en, na succesvolle afronding daarvan, enige tijd later de toelating tot de generale staf. 
Op 1 januari 1926 werd Van Andel bevorderd tot majoor der generale staf, drie jaar later tot luitenant-kolonel. In 1931 volgde de bevordering tot kolonel. 
Op 1 maart 1934 werd Jan van Andel bij Koninklijk Besluit aangesteld als generaal-majoor. Hij was toen 57 jaar oud, maar zou enige maanden voor zijn functioneel leeftijdsontslag in mei 1937 nog tot luitenant-generaal worden bevorderd. Als 60-jarige verliet generaal Van Andel de dienst.
Generaal van Andel zou in 1939 worden gereactiveerd en worden aangesteld als reserve luitenant-generaal. Tijdens de meidagen van 1940 commandeerde hij de Vesting Holland. Hij werd krijgsgevangen genomen en, zoals het gehele leger, enige tijd geïnterneerd nadat Nederland had gecapituleerd.       

## Heractivering en commando
Nadat de algehele mobilisatie eind september 1939 haar beslag had gekregen en het leger in zijn oorlogsconcentraties was gekomen, werd er zo'n groot tekort aan hoofd- en opperofficieren geconstateerd dat een groot aantal gepensioneerde officieren uit de periode 1935-1939 opnieuw in actieve dienst werd geroepen. Velen van hen werden daarbij bevorderd, maar kregen ondanks lange beroepscarrières als officieren wel het weinig populaire voorvoegsel 'reserve' voor hun rang. Dit overkwam ook luitenant-generaal Van Andel, die formeel na zijn reactivering als reserve-luitenant-generaal werd aangesteld. 
Voor generaal Van Andel was echter een bijzonder belangrijk commando weggelegd, hoewel dit niet direct bij zijn aanstelling als zodanig bekend was. Hij werd door de opperbevelhebber, generaal Izaäk Reijnders, benoemd tot commandant van het Vestingleger, wat vrijwel geheel binnen de Vesting Holland lag. Dit vestingleger bestond uit een operationeel deel, gevormd door de vestingtroepen, welke gevormd waren uit de oudste regimenten en grensbataljons. De operationele vestingtroepen binnen de Vesting, in beginsel ca. 20.000 man, bestonden uit de beveiligen op de vier fronten van de Vesting, waarvan overigens het Noordfront niet bezet was en het oostfront een eigen commandant had, wat verband hield met de benodigde coördinatie met het Veldleger. Voor de commandant Vesting-Holland gold dat het Zuidfront en het Westfront zijn directe operationele zorg waren, naast de zorg voor opleiding- en depoteenheden. Daarnaast was er het logistieke en organisatiedeel, bestaande uit de talloze logistieke eenheden van de krijgsmacht, de opleidingsdepots, de kantonnementen (inclusief zaken van Militair Gezag) en alle overige legerinstanties in het westen des lands, die niet rechtstreeks onder een andere entiteit vielen.  
De defensiestrategie van de generaal Reijnders was zodanig dat het Veldleger de strijd met de aanvaller zou voeren en pas in laatste instantie een verdediging van de Vesting-Holland aan de orde zou zijn. Dat zou dan inmiddels de restanten van het Veldleger, met zijn omvangrijke en (naar Nederlandse maatstaven) goed geoefende staf, ook huisvesten. Daarmee zou de rol en betekenis van de commandant van de Vesting-Holland relatief blijven. Deze zou operationeel ondersteunend en niet leidend worden. Vanuit dat oogpunt werd de staf gevormd én geëncadreerd. 
Nadat het opperbevel van het Nederlandse leger in februari 1940 was overgenomen door de generaal Henri Winkelman, veranderde er het een en ander aan de defensiestrategie. Het was inmiddels de bedoeling dat het Veldleger de strijd zo lang mogelijk buiten de Vesting Holland zou houden en in de Grebbelinie de Duitsers beslissend zou tegenhouden. Daarmee werd de verdediging van de Vesting Holland veel meer een taak van de aldaar liggende vestingtroepen dan onder de vorige strategie. De rol van de commandant Vesting Holland werd daarmee aanzienlijk verzwaard. Hij kreeg echter geen volwaardige staf, ontbeerde generale staf officieren en de generaal zelf stond niet bekend als een modern denker en tacticus. De aanvalsstrategie van de Duitsers zou het grote nadeel van de keuze van de Nederlandse Generale Staf voor een bejaarde generaal uit een vorige generatie op zo'n belangrijke post, ondersteund door een verre van volwaardige staf, nog eens sterk vergroten. Dat laatste was echter een kwestie, die men vooraf niet had kunnen voorzien. Men hield wel rekening met een eventuele stoutmoedige plaatselijke landing van parachutisten of de poging om met vliegtuigen vol militairen op vliegvelden te landen - ergo de sterke bezetting van de vliegvelden met troepen en luchtafweer - maar nimmer had men kunnen voorzien dat de schaal der luchtlandingen zo omvangrijk zou worden. De Duitsers zouden met hun overval uit de lucht niet alleen de landsdefensie in het hart raken, maar tevens de achilleshiel van de operationele bevelvoering.       

## De vooravond van de Duitse inval
Dat generaal Jan van Andel een klassieke militaire denker uit een vorige generatie was, zonder enige oorlogservaring en met weinig kennis van de moderniteiten der buitenlandse legers, bleek wel uit zijn beleid aan de vooravond van de meidagen. Uit angst voor de slordige omgang met munitie door 'burgersoldaten', zoals men de oudere reservisten weleens noemde in die dagen, verordonneerde de generaal dat munitie bij de eenheden centraal zou worden opgeslagen en enkel bij wachtposten en piketten een zeer klein rantsoen voorhanden mocht zijn. Uitsluitend in de hoogste gradatie van strijdvaardigheid mocht de scherpe munitie aan de eenheid worden gedistribueerd en mochten handgranaten, waarvan houder en schokbuis gescheiden werden opgeslagen, gereed worden gemaakt. Deze verordening leidde ertoe dat op vele locaties, zelfs op strategische posities zoals bij de Moerdijkbruggen, de munitie vaak op grote afstand van de legeringskwartieren lag. Dit zou op een aantal locaties zeer nadelige gevolgen hebben.
Bovendien had de generaal besloten dat, ondanks de aan hem medegedeelde wetenschap dat de Duitse inval in de vroege ochtend van 10 mei 1940 vrijwel zeker was, zijn troepen binnen Vesting-Holland, met uitzondering van de kustverdediging en de luchtverdediging, beter nog een goede nacht slaap konden genieten dan paraat de zaken af te wachten. De vijand zou zich immers eerst aan de buitengrenzen van het land melden. Met geen mogelijkheid had deze klassieke militair rekening gehouden met een moderne oorlog, waarbij luchtstrijdkrachten tot diep op Nederlands territoir zouden opereren en zelfs grote troepenformaties zouden afzetten. Daarom had de generaal aan de nachtrust van zijn troepen binnen de Vesting een grotere waarde gehecht en hen niet gealarmeerd. Een curieus besluit dat de Parlementaire enquête naar het regeringsbeleid in de Tweede Wereldoorlog naoorlogs uitgebreid kritisch zou onderzoeken, mede omdat generaal Winkelman het besluit tot wel of niet alarmeren van de troepen binnen Vesting Holland nadrukkelijk aan zijn onderbevelhebber zelf had overgelaten én, samen met zijn stafchef landmacht, zelf ook had besloten om thuis een goede nachtrust te zoeken in plaats van op het algemene hoofdkwartier de nacht door te brengen.

## De Meidagen
Generaal Van Andel zijn stafkwartier bevond zich in de Bezuidenhout in Den Haag. Daar werd men door de massale Duitse overval door de lucht verrast terwijl men direct zelf ook midden in de gevarenzone zat, door de Duitse landingen op de vliegvelden rondom de residentie. Onderwijl was het Zuidfront van de Vesting Holland ook overvallen door vier Duitse luchtlandingen bij Moerdijk, Dordrecht, Waalhaven en op de Nieuwe Maas te Rotterdam. De defensie had het zwaar, mede wegens de onverstandige besluiten rond paraatheid en munitieopslag, wat hier en daar funest uitpakte. Bovendien kon het hoofdkwartier van de Vesting Holland, dat zich ineens in plaats van geleidelijk, in het centrum der gebeurtenissen gesteld zag, de stroom gebeurtenissen en noodzakelijke bevelen niet aan. Men zou van begin tot eind van de Duitse veldtocht geen seconde rust meer krijgen. 
De generaal Van Andel zou als commandant Vesting Holland [C-VH] zich voortdurend voor allerhande operationele en strategische besluitvorming gesteld zien, waar hij niet tegen opgewassen bleek. Van Andel zou als klassiek opgeleide officier vooral falen in zijn operationele leiding en besluitvorming. Een aantal sprekende voorbeelden van zijn onjuiste inschattingen en curieuze instructies waren:
- Er zou gedurende de meidagen op geen enkel moment gecoördineerd (concentrisch) worden opgetreden tegen de lichte Duitse luchtlandingstroepen. Dat gold zowel voor het strijdperk rond de residentie als op de corridor Rotterdam-Moerdijk. De schaarse Nederlandse (tegen)actie die wel tot stand kwam, was zwak ontworpen, kwam stroperig tot ontwikkeling en had een plaatselijk karakter. Zodoende konden de Duitsers voortdurend met eenheden manoeuvreren en iedere Nederlandse actie stuiten of ontlopen, ondanks het feit dat de Nederlanders binnen de Vesting Holland voortdurend een groot numeriek en vuuroverwicht hadden en ook in veel gevallen positioneel sterker waren. Uitsluitend het Duitse luchtoverwicht in het voordeel van de paar duizend gelande Duitse troepen.
- Er werd wegens de prevalerende angst voor hernieuwde Duitse luchtlandingen na de ochtend van 10 mei door de C-VH een bevel gegeven niet met verbanden groter dan een bataljon te manoeuvreren, om zodoende geen gaten in de dispositie van de defensie te trekken. Dit operationeel alles verlammende bevel werd pas op de vierde oorlogsdag ingetrokken. Het gevolg was dat voordien geen veldcommandant (behoudens de C-Lichte Divisie) machtiging had tot grotere gecoördineerde tegenactie, zodat deze dan ook vanaf de avond van 10 mei uitbleven.
- Er werd op 10 mei door C-VH een bevel aan de snelle Lichte Divisie gegeven om gedurende de eerste oorlogsnacht via de Noord bij Alblasserdam overstekende en vervolgens dwars over het eiland IJsselmonde trekkende op Waalhaven aan te vallen. Dit bevel werd niet uitgevoerd, omdat de divisiecommandant kolonel Van der Bijl vond dat zijn troepen na een dagmars te uitgeput waren en nog niet gereed waren voor vervolgactie. Daarom werd de actie naar de vroege ochtend van 11 mei verplaatst. Van Andel sanctioneerde dit besluit. Dat was ongelukkig, want het momentum gebruikende - de Duitsers ontdekten het bestaan van de eind 1939 voor verkeer geopende brug bij Alblasserdam pas in de avond van 10 mei en hadden deze tot de nacht nauwelijks bezet - had men in de avond van 10 mei de brug vrijwel zonder tegenstand kunnen overtrekken. Het uitstel naar de vroege ochtenduren werd echter goedgekeurd. Vervolgens werd na zeer lichte verliezen door de divisiecommandant aan Van Andel gemeld dat de oversteek niet slaagde, waarop de generaal vrijwel direct toestemming gaf tot afbreken van de actie. Bovendien verlangde hij een zeer ambitieuze alternatieve actie, dat de Lichte Divisie niet alleen zou opsplitsen in twee formaties, maar tevens één der formaties via het Eiland van Dordrecht, de Hoeksche Waard en uiteindelijk Barendrecht alsnog bij Waalhaven moest brengen. Een onwerkelijk bevel aan een divisiecommandant, die even voordien er niet in was geslaagd om een nauwelijks verdedigde smalle waterweg met zijn divisie over te steken en na minder dan een dozijn slachtoffers al van een 'onmogelijkheid' sprak.
- De na 11 mei voortdurend veel te traag verlopende handelingssnelheid van de Lichte Divisie werd pas op 13 mei door Van Andel opgevolgd met maatregelen tegen de divisiecommandant. Op dat moment was de strijd ter plaatse echter al gestreden.
- Generaal Van Andel speelde een ronduit onverstandige rol toen zijn onderbevelhebbers van Lichte Divisie en Groep Kil grote bezwaren maakten tegen het operationeel betrekken van de kantonnementscommandant van Dordrecht, de luitenant-kolonel Jo Mussert, broer van NSB-leider Anton Mussert. Hoewel achteraf zou blijken dat Jo Mussert volkomen loyaal aan de Nederlandse zaak had gehandeld, was zijn positie door zijn besmette naam en zonderlinge gedrag feitelijk onhoudbaar geworden en gaven onderbevelhebbers te kennen hem als onbetrouwbaar en als obstructie te ervaren. Een neef van de generaal Van Andel, kolonel J.A. van Andel, commandant van de voormalige brigade C Groep Kil in de Hoeksche Waard, had als rangmeerdere Mussert uit zijn positie gezet. Toen de laatste zich bij de generaal daarover beklaagde achtte generaal Van Andel het verstandig om Mussert in zijn functie te herstellen en daarvan ondercommandanten, met bijzonder weinig beheersing en stijl (een conscriptie van één der telefoongesprekken is bewaard gebleven), van te verwittigen. Dit leidde tot zeer veel onrust in en om Dordrecht en bij de Lichte Divisie. Een besluit dat uiteindelijk operationeel niet heel veel gevolg meer zou hebben, maar wel tot de dood van overste Mussert zou leiden. Deze werd, als gevolg van de hetze tegen hem, door een doorgedraaide reserveluitenant van de Lichte Divisie op 14 mei te Sliedrecht vermoord, onder het mom van verzet bij zijn arrestatie wegens landverraad.
- De berichtgeving door een Nederlandse subalterne officier dat er op 12 mei nabij Bergen op Zoom gemotoriseerde Franse troepen richting oosten reden achtte o.m. generaal Van Andel voldoende aanleiding om aan zijn ondercommandanten herhaald melding te doen dat gemechaniseerde Franse troepen op het punt stonden om de Moerdijkbruggen over te trekken. Berichten van het tegendeel, dat juist Duitse pantsertroepen richting Breda reden, veel talrijker in aantal, werden door de generaals in Den Haag gewantrouwd en dus genegeerd. Het gevolg was dat toen op 13 mei Nederlandse formaties rond Dordrecht gemechaniseerde formaties waarnamen, bevelhebbers valselijk in de veronderstelling verkeerden dat dit Franse hulptroepen zouden kunnen zijn. Dat gevoel werd nog versterkt door de Duitse keuze om voor de Westfeldzug okergele/oranje lappen over de voertuigen te spannen om zo de Luftwaffe onderscheid te bieden t.o.v. vijandelijke formaties. Deze lappen wekten aan Nederlandse kant de indruk dat Fransen met deze kleur hun verbondenheid met de Nederlanders nog eens onderstrepen wilden. Het leidde bij straatgevechten in Dordrecht tot een aantal incidenten met dodelijke afloop voor Nederlandse militairen. Overigens werd dit fenomeen toentertijd vooral de kantonnementscommandant van Dordrecht, overste Mussert, voor de voeten geworpen en als bewijs van diens Duitsgezindheid gezien. Hij had militairen verteld dat Franse troepen in aantocht waren en dat men goed moest kijken voordat men op tanks het vuur zou openen, omdat het heel goed Franse tanks zouden kunnen zijn. In werkelijkheid was Mussert in een telefoongesprek met Van Andel - hetzelfde waarin hij was herbevestigd in zijn functie als kantonnementscommandant - op het hart gedrukt dat Franse tanks over de Moerdijk zouden komen. Onder het mom: Houd vol, hulp is onderweg! Mussert deed niets anders dan zijn rechtstreekse meerdere, de generaal Van Andel, die hem zojuist nog eens herbevestigd had als kantonnementscommandant, trouw volgen. Het werd hem en een aantal ondergeschikten uiteindelijk fataal.

Het disfunctioneren van de staf van de Vesting Holland en zijn commandant, als het aankomt op adequate en verstandige gevechtsleiding, is bepaald niet alleen te wijten aan gebrekkige kwaliteiten van de officieren in kwestie. Het is vooral ook te wijten geweest aan een groteske onderbezetting van deze staf. Een staf, welke uiteindelijk een gevechtsterrein zo groot als de Grebbelinie (met een vergelijkbare numerieke sterkte troepen) moest leiden met qua omvang een kwart van de staf van het Veldleger, zonder dat voldoende generale staf officieren voorhanden waren en zonder dat te velde de organisatiestructuur bestond van een veldleger. Deze reeks aan tekortkomingen kon het uiterst bescheiden Nederlandse leger, dat qua beroepskader tussen 1922 en 1936 tot onwerkelijk geringe porties was afgeslankt, niet compenseren. Generaal Van Andel en zijn aide de camps waren uitgesproken producten van een elitaire generale staf, die door de onwerkelijke besparingen op de krijgsmacht en de isolationistische benadering van defensievraagstukken ver af stonden van de realiteit van moderne oorlogsvoering. De oorlog duurde veel te kort om beginnersfouten te mogen maken en op het slagveld een leger te kunnen vormen naar moderne maatstaven. Het falen van de bevelvoering van de commandant Vesting Holland was dan ook niet zo zeer het persoonlijk falen van de generaal Van Andel, maar stond symbool voor een krijgsmacht die in geen enkel opzicht voorbereid was geweest voor de moderne oorlog.

## Trivia
- Generaal Jan van Andel stond bekend als een charmante, voorkomende opperofficier, beduidend minder autoritair en bits dan talloze van zijn tijdgenoten in die rang en stand.
- Er zijn van stafleden van de C-VH getuigenissen bekend dat de generaal tijdens de meidagen meermaals tijdelijk bezweek onder emotionele druk als gevolg van de gebeurtenissen en de niet aflatende werkdruk.